# Ciudad Serdán
Ciudad Serdán – miasto w Meksyku, w stanie Puebla.